# Léon Sagnol
Pour les articles homonymes, voir Sagnol.
Léon Sagnol, né le 5 octobre 1891 au Puy (Haute-Loire) et mort le 7 juin 1991 au Puy-en-Velay (Haute-Loire), est un homme politique français.

## Biographie
Ancien combattant de la première guerre mondiale, qu'il termine avec le grade d'aspirant, la croix de guerre et la médaille militaire, Léon Sagnol devient négociant en produits laitiers et avicoles, dans la Haute-Loire. Il s'investit dans les organismes professionnels, devenant président du syndicat départemental des expéditeurs de beurre et œufs. En 1935, il reçoit la légion d'honneur.
Membre du Parti radical, défenseur de la laïcité dans un département où l'église catholique a une très forte influence, il est candidat aux législatives, dès novembre 1946, sur la liste du RGR, menée par André Laurent-Eynac, qui n'obtient que 14,5 % des voix.
Léon Sagnol est alors président de la fédération des œuvres laïques, en tant que représentant de l'amicale laïque du Puy-en-Velay. Délégué cantonal de l'éducation nationale, il en est aussi le président départemental. Il sera d'ailleurs décoré des Palmes académiques.
En 1955, il est élu président de la fédération du parti radical. C'est à ce titre qu'il mène, pour les législatives de 1956, une liste d'union des gauches associant principalement le parti radical et le parti socialiste SFIO.
Critiquant très violemment l'homme fort du département, Paul Antier, mais aussi les communistes, il obtient 14,6 % des voix, ce qui est nettement en deçà de l'addition des voix socialistes et radicales de 1951. Cela suffit cependant à obtenir un siège, et il est élu député.
Il soutient Pierre Mendès-France dans les querelles internes du parti radical, jusqu'en mai 1957, quand il fait partie des très rares députés radicaux à approuver la politique de Guy Mollet, qui est alors désavoué par l'assemblée et voit son gouvernement chuter.
Léon Sagnol justifie son vote par le soutien apporté par les socialistes de Haute-Loire à son élection, et les engagements pris vis-à-vis d'eux. Le refus du bureau du parti d'exclure Sagnol et les trois autres députés ayant rompu la discipline de vote conduit Mendès à démissionner de ses fonctions de vice-président du parti radical et participe de la crise interne qui aboutira aux multiples scissions de l'année suivante.
Soutenant le retour de Charles de Gaulle au pouvoir, il ne se représente pas aux législatives de 1958. L'année suivante, il tente sa chance aux sénatoriales, mais avec très peu de chances de succès compte tenu de la composition du corps électoral, très rural, très catholique, et très à droite. En 1962, il se présente de nouveau aux législatives, dans la circonscription tenue par Jean Deshors, mais n'arrive qu'en troisième position au second tour, avec 24,7 % des voix.
Après cette date, il s'éloigne de la vie politique.

## Détail des fonctions et des mandats
Mandat parlementaire
- 2 janvier 1956 - 8 décembre 1958 : Député radical de la Haute-Loire